# Giuseppe Caron
Giuseppe Caron (Treviso, 24 febbraio 1904 – Treviso, 3 marzo 1998) è stato un politico italiano, esponente della Democrazia Cristiana.
Fu ministro e commissario europeo. 

## Biografia
Laurea in Chimica e Farmacia. Caron lavorò nel settore dell'industria farmaceutica, Socio Azionista e Amministratore Delegato di Società Adriatica Medicinali, Consigliere d'Amministrazione e Socio Azionista di Anonima Chimico Farmaceutica, Vice Presidente di Squibb & Sons, Presidente di Carlo Erba e Presidente di Pierrel. 
Durante la seconda guerra mondiale partecipò alla Resistenza e fu segretario del CLN di Treviso,ottenendo il riconoscimento di Patriota dal Comando Supremo Alleato, meritando così la Croce di Guerra per meriri partigiani. 
Presiedette la Camera di commercio, industria, artigianato e agricoltura di Treviso,Vice Presidente dell'Unione Nazionale delle stesse e successivamente fu vicepresidente della Camera di commercio italiana per le Americhe. 

### Carriera politica
Il 18 aprile 1948 Caron fu eletto senatore nel collegio di Treviso. Venne riconfermato in tutte le elezioni successive e fece parte del Parlamento fino al 4 luglio 1976. 
Dal 27 luglio 1949 al 24 giugno 1953 Caron fu membro dell'Assemblea parlamentare del Consiglio d'Europa, poi il 5 maggio 1954 entrò in carica come membro dell'Assemblea della Comunità europea del carbone e dell'acciaio, di cui fece parte fino all'11 giugno 1958. Dal 27 maggio 1959 al 4 dicembre 1959 fu membro dell'Assemblea parlamentare europea. 
Il 9 luglio 1955 Caron fu nominato sottosegretario per i lavori pubblici nell'ambito del governo Segni I, poi fino al 14 febbraio 1959 fu sottosegretario alla difesa nei successivi governi Zoli e Fanfani II. 

#### Commissario europeo
Il 4 dicembre 1959 Caron si dimise dai suoi incarichi parlamentari per subentrare a Piero Malvestiti come commissario europeo per il mercato interno e l'informazione nell'ambito della Commissione Hallstein I. Nella Commissione Hallstein II mantenne le stesse deleghe e fu nominato anche vicepresidente della Commissione. Tra i membri del suo gabinetto vi fu Bino Olivi. Si dimise dall'incarico in corrispondenza delle elezioni politiche in Italia del 28 aprile 1963, in cui fu eletto nuovamente membro del Senato italiano. 

#### Ministro del bilancio
L'8 dicembre 1963 Caron fu nominato sottosegretario per il bilancio nell'ambito del governo Moro I. Svolse l'incarico ininterrottamente fino al 13 febbraio 1969, nell'ambito dei successivi governi Moro II, Moro III, Leone II e Rumor I. Dal 26 febbraio 1966 ricevette anche la delega alla programmazione economica. Il 5 agosto 1969 fu nominato Ministro del bilancio e della programmazione economica nell'ambito del governo Rumor II, rimase in carica fino al 26 marzo 1970.
Nell’ottobre 1965 fu a capo di una Commissione interministeriale di studio per i cantieri navali, meglio nota come Commissione, il cui compito era quello di proporre un nuovo assetto per la cantieristica pubblica e in seguito alle conclusioni della commissione il Comitato interministeriale per la programmazione economica varò un piano che portò alla nascita dell'Italcantieri, società facente parte della galassia IRI, in cui confluirono gli stabilimenti di costruzione navale a partecipazione statale dell'Ansaldo dei Cantieri Riuniti dell'Adriatico e della Navalmeccanica. 
Dal 29 gennaio al 4 agosto 1969 Caron presiedette il gruppo democratico cristiano al Senato. Fu presidente della commissione parlamentare per il bilancio dal 1º ottobre 1971 al 24 maggio 1972 e poi nuovamente dall'11 luglio 1972 al 4 luglio 1976.

## Altre attività
Caron fu presidente del Centro sviluppi trasporti aerei e del Consorzio per lo sviluppo delle comunicazioni aeree delle Venezie.
Nel 1975 fondò l'Associazione Italia-Austria. 
Fu Consigliere d'Amministrazione di Aermacchi. 
Ha pubblicato i seguenti libri: 
Saggi e discorsi sull'integrazione Europea 
Economia e Socialità 
Saggi e Discorsi sull'Aviazione Civile 
Bilancio di un'esperienza 
Per l'Europa
È stato insignito delle seguenti onorificenze: 
Cavaliere di Gran Croce al merito della Repubblica Italiana 
Commendatore dell'Ordine Piano Pontificio 
Commendatore dell'Ordine Pontificio di Gregorio Magno 
Grand'Ufficiale al merito della Repubblica Federale Tedesca 
Grand'Ufficiale al merito della Repubblica Federale d'Austria 
Medaglia d'Oro per meriti speciali della Città di Vienna 
Paul Harrys Fellow del Rotary Internazionale 
Premio Leonardo da Vinci per il contributo e lo sviluppo dell'Aviazione Civile